# 華美擬雀鯛
華美擬雀鯛，為鱸形目鱸亞目擬雀鯛科的其中一種，為熱帶海水魚，分布於西印度洋葉門Abd al-Kuri島海域，深度3-29公尺，本魚體延長，體深灰色至黑色，頭部具有2條寶藍色條紋，背鰭硬棘3枚；背鰭軟條29-31枚，體長可達3.5公分，棲息在珊瑚礁區，生活習性不明。

## 擴展閱讀
維基物種上的相關：華美擬雀鯛